# Ishak Ouldkouider
Ishak Ouldkouider, né le 30 mai 1995, est un judoka handisport algérien. Il est médaillé de bronze paralympique à Paris en 2024 dans la catégorie des moins de 60 kg J2.